# Alieni grigi

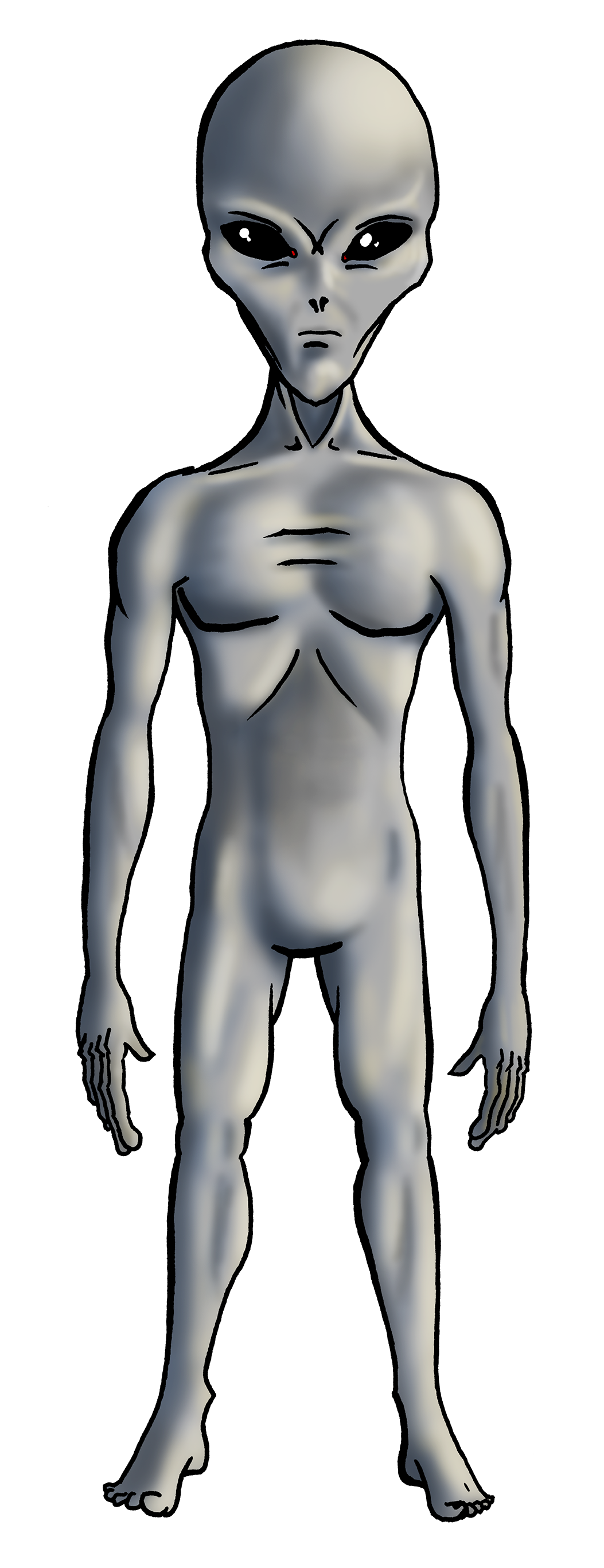
Una rappresentazione artistica di un alieno del tipo "Grigio"

I Grigi (talvolta chiamati anche Alieni di specie Alfa, Zeta o Reticuliani, dal nome del sistema stellare ζ Reticuli che è stato loro attribuito da alcuni ufologi) sono creature immaginarie extraterrestri intelligenti che costituiscono uno dei moderni stereotipi sugli alieni nell'ambito delle teorie del complotto sugli UFO, tra cui i racconti di presunti rapimenti alieni.
La prima popolare apparizione di esseri di queste fattezze risale al 1977 nel film Incontri ravvicinati del terzo tipo; personaggi simili sono in seguito apparsi in numerosi film e fiction TV di fantascienza, solitamente come alieni benevoli e non invasori, e sono presenti tra i miti del Movimento raeliano.
Non vi è alcuna evidenza scientifica dell'esistenza dei Grigi, o di qualsiasi altro tipo di alieno descritto dai sostenitori dell'ufologia. Tali figure in ambito scientifico sono considerate un prodotto dell'immaginazione umana.
I Grigi vengono descritti in vario modo, ma generalmente come umanoidi di bassa statura (1 m / 1,20 m), snelli, completamente glabri e di pelle grigia (da cui il nome), con grandi teste, enormi occhi a mandorla ricoperti da una membrana nera e piccole bocche, spesso prive di labbra, braccia lunghe e quattro dita. Talvolta vengono descritti con indosso una tuta spaziale.
Nella classificazione delle specie aliene elaborata negli anni ottanta dall'ufologo Brad Steiger, i Grigi apparterrebbero al cosiddetto tipo Alfa, mentre i Nordici apparterrebbero al tipo Beta.
L'associazione tra i Grigi e il sistema stellare di Zeta Reticuli invece deriva indirettamente dal racconto di un presunto rapimento alieno subito dai coniugi Hill del New Hampshire (Stati Uniti) nel 1961.

## Apparizione nella fantascienza
Gli alieni in seguito descritti come "Grigi" fanno la loro prima apparizione nel film di fantascienza di successo del 1977 Incontri ravvicinati del terzo tipo, in cui il regista Steven Spielberg si servì di alieni simili a bambini come metafora creativa. Nel film, Spielberg ribalta la classica immagine della fantascienza degli anni d'oro di alieni malvagi, bellicosi e invasori (metafora della guerra fredda), proponendo al suo posto quella di extraterrestri benevoli e interessati a comunicare positivamente con l'umanità, in un messaggio di amore universale. Il grande successo del film contribuì a modificare l'immaginario collettivo sul tema e a sostituire il precedente stereotipo degli omini verdi.
La più significativa apparizione di Grigi è stata in seguito quella nella serie televisiva X-Files (1993-2002), che li vede far parte di una cospirazione mondiale in connivenza col governo degli Stati Uniti lungo tutte le nove stagioni del telefilm.
Alieni simili appaiono inoltre in serie televisive come Babylon 5 e Taken. Con la serie TV Stargate SG-1 trova popolarità una loro variante, gli alieni nordici. Anche nell'universo di Star Trek, in alcuni episodi delle serie televisive e nel film del 2009 sono apparsi vari tipi di personaggi extraterrestri che hanno una qualche somiglianza con i Grigi.
Un "classico" Grigio è il simpatico alieno Paul, dell'omonimo film del 2011.

## Ufologia e teorie del complotto
Nelle teorie del complotto sugli UFO il tipo degli alieni Grigi è stato spesso associato all'incidente di Roswell del giugno del 1947, dove secondo i sostenitori dell'ufologia si sarebbe schiantato un mezzo spaziale alieno, causando la morte di tutti gli occupanti tranne uno.
L'associazione tra i Grigi e il sistema stellare di Zeta Reticuli deriva indirettamente dal racconto di un presunto rapimento alieno subito dai coniugi Hill del New Hampshire (Stati Uniti) nel 1961: anni dopo il presunto evento Betty Hill disegnò, sotto ipnosi regressiva, una presunta mappa stellare che mostrava le posizioni relative della patria degli alieni grigi e del Sole; l'ufologa Marjorie Fish la interpretò come una mappa che indicava Zeta Reticuli come sede degli alieni. Gli astronomi mettono in evidenza che la mappa è troppo vaga per puntare accuratamente verso un qualsiasi sistema stellare. La testimonianza dei coniugi Hill riguardo al loro presunto rapimento coinvolse creature che risultano vagamente simili ai Grigi.
Anche Travis Walton, vittima di un presunto rapimento nel 1975, descrisse esseri simili ai Grigi.
John Mack, professore della Medical School of Harvard, sostenne che molti suoi pazienti che affermano di essere rimasti vittime di rapimento alieno hanno descritto incontri ravvicinati con extraterrestri simili ai Grigi. Nei suoi libri Abduction e Passport to the Cosmos descrive le loro esperienze, sostenendo che tali contatti hanno trasformato spiritualmente i suoi pazienti elevandoli momentaneamente a un più alto livello di coscienza. David Jacobs, professore di storia alla Temple University, sostiene che tra le presunte specie aliene il tipo somatico dei Grigi è l'unico che possa essere ritenuto credibile, mentre le altre specie sarebbero da ritenere frutto di errori o mistificazioni.
I Grigi sono apparsi nelle cosiddette "autopsie d'alieno", poi rivelatisi dei falsi artefatti, che negli anni novanta fecero molto scalpore nei mass media apparendo su tutte le principali reti televisive mondiali. La prima e più nota tra queste registrazioni di autopsie fu il cosiddetto "filmato Santilli", che il documentarista Ray Santilli affermò di aver acquistato da un ex cineoperatore militare. Nell'aprile 2006 il creatore dei pupazzi usati nel filmato, John Humphreys, già ideatore della serie Max Headroom, ha svelato lo scherzo – o la truffa, viste le ingenti cifre guadagnate dalla vendita del filmato alle TV di tutto il mondo – rivelando di essere anche comparso nel filmato nel ruolo del chirurgo.
Sembra che quando sono affamati assumono un colore verdastro (vedi Omini verdi).

## Interpretazioni
Il neurologo Steven Novella, sostenitore dell'ipotesi psicosociale sugli UFO, ritiene che i Grigi siano un prodotto dell'immaginazione umana e che i loro tratti somatici, pur non essendo umani, rappresentino ciò che gli uomini moderni associano psicologicamente con l'intelligenza.
I Grigi sono anche gli extraterrestri descritti nel romanzo Communion del 1987 di Whitley Strieber - da cui è stato tratto il film omonimo - in cui l'autore narra in prima persona presunte esperienze di rapimento alieno. Lo scrittore afferma tuttavia di non essere sicuro sulla natura extraterrestre di queste entità: Strieber ha formulato numerose ipotesi inusuali riguardo alla loro origine, come quella secondo cui i Grigi altro non siano che manifestazioni fisiche del subconscio umano.
L'occultista Aleister Crowley sostenne di essersi messo in contatto con degli esseri denominati "angeli enochiani", che secondo alcuni ufologi mostrano somiglianze con i Grigi.
Alcuni sostenitori della teoria della Terra cava ritengono che i grigi vivano in un continente situato sotto la superficie terrestre e che il loro aspetto fisico (occhi e colore della pelle) sia indicativo di un'evoluzione biologica avvenuta in un ambiente scarsamente dotato di luce.
Un'ulteriore teoria è quella che li vuole viaggiatori nel tempo: in pratica, i grigi sarebbero degli esseri umani del futuro, tornati indietro nel tempo con degli UFO che sarebbero le loro "macchine del tempo", e il loro corpo si è evoluto con il passare dei secoli (questa tesi viene in parte proposta nel film Mimzy - Il segreto dell'universo in cui questi umani tornerebbero indietro per riparare i propri geni). Secondo i fautori dell'ipotesi extraterrestre è però improbabile che l'uomo del futuro possa essere così diverso rispetto a come è oggi. Inoltre ammettere la possibilità pratica del viaggio nel tempo è più arduo dal punto di vista scientifico dei viaggi interstellari.

## Altri media
In Dragon Ball Super, il nemico più potente mai affrontato dal protagonista Son Goku ha le sembianze di un Grigio, da cui il nome Jiren il Grigio. Jiren è un alieno umanoide dalla pelle grigia chiara, appartenente all'11°universo. Alto e muscoloso, possiede dei grossi occhi con sclere grigio scuro e pupille nere. Indossa un'uniforme rossa e nera, con un paio di guanti e stivali bianchi.
Alieni analoghi ai Grigi appaiono in giochi per computer come Deus Ex o Area 51.
Alieni somiglianti compaiono, con il nome di Sectoids, anche in alcuni episodi della serie videoludica X-COM prodotta da MicroProse, che cita gran parte degli stereotipi del mondo dell'ufologia. I Grigi compaiono nel primo episodio (UFO: Enemy Unknown) come nemici, mentre nel terzo X-Com Apocalypse appaiono in un cameo sul finale del gioco. In X-COM: Interceptor vengono più volte citati, mentre in Ufo Aftermath, seguito non ufficiale, compaiono come nemici principali. Una versione anfibia dei Grigi (Acquatoid) rappresenta il principale nemico del secondo episodio X-COM: Terror from the Deep.
Forme simili ai Grigi sono presenti in Fallout 3 nel DLC Mothership Zeta oppure nel videogioco South Park the Stick of Truth durante il rapimento alieno.
Nel cartone animato demenziale American Dad!, tra i protagonisti c'è Roger, un alieno grigio pieno di deviazioni sessuali e incline a varie forme di feticismo che entra a far parte della famiglia di Stan Smith, un agente della CIA che lo ha salvato dall'area 51.
Nel film del 2011 Paul due ragazzi in viaggio verso l'area 51 fanno la conoscenza di un alieno della razza dei grigi chiamato appunto Paul.